# Nagy László (költő)

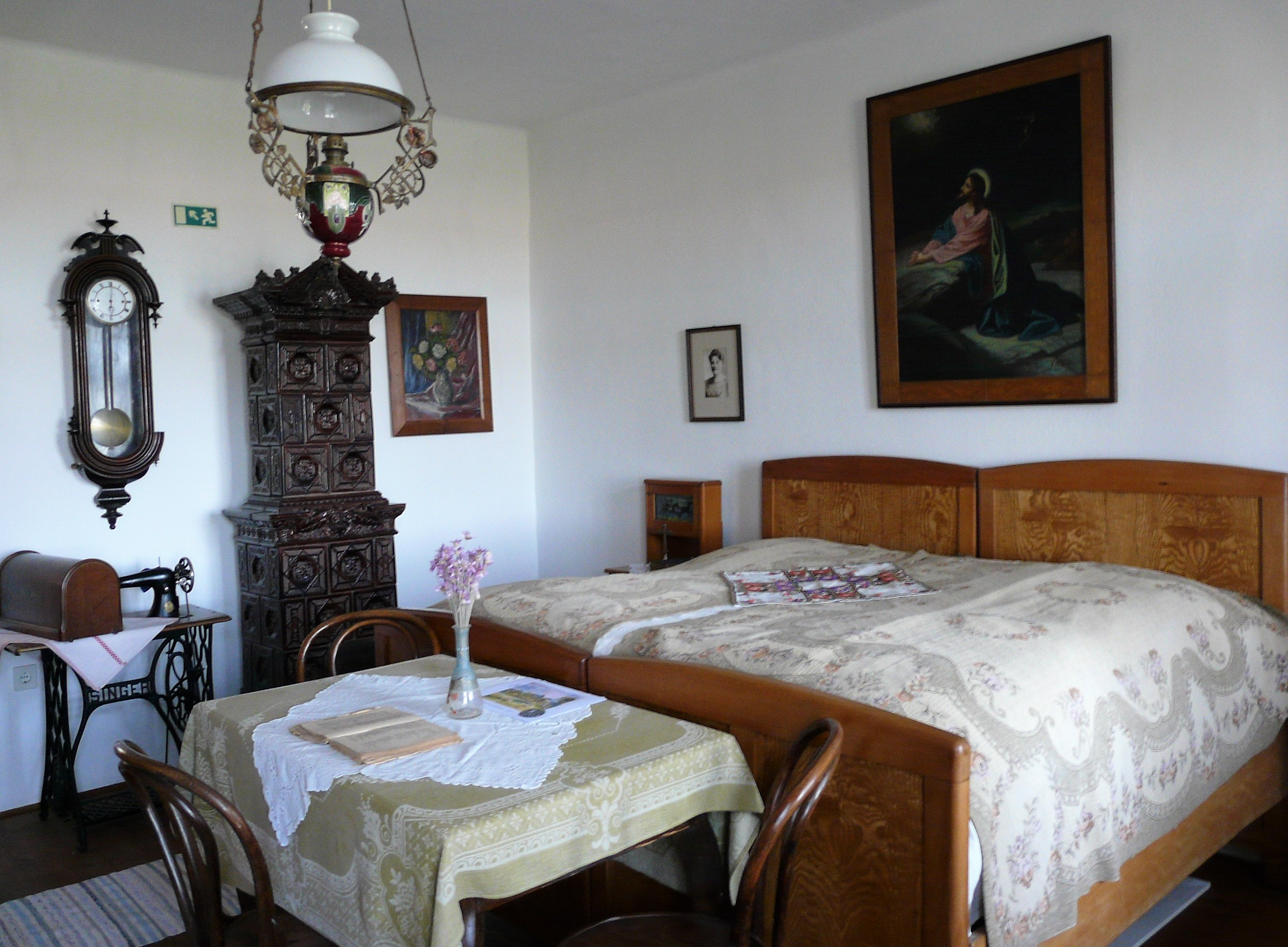
Szobabelső az iszkázi emlékmúzeumban

Nagy László (Felsőiszkáz, 1925. július 17. – Budapest, 1978. január 30.) Kossuth-díjas magyar költő, műfordító, grafikus, a Digitális Irodalmi Akadémia posztumusz tagja. Pályája kezdetén F. Nagy László néven jegyezte publikációit.

## Élete
A Veszprém vármegyei Felsőiszkáz született. Édesapja, Nagy Béla (1889–1969), elismert gazdaként különböző tisztségeket töltött be, bíró is volt. Festőnek készült. Édesanyja, Vas Erzsébet (1905–1995), nyárádi születésű gazdalány. A szülők 1923-ban kötöttek házasságot, s négy gyermekük született: Izabella, Mária, László és István. Testvérei közül István Kossuth- és József Attila-díjas költővé vált Ágh István néven.
Az elemi iskolát Felsőiszkázon (1931–1938) végezte. 1935 augusztusában csontvelőgyulladás támadta meg a lábát, többször műtötték, közben idegek sérültek meg, így élete végéig járógép használatára kényszerült. Betegsége miatt az ötödik osztályt csak 1938-ban végezhette el, kitűnő eredménnyel.
A polgári iskolába Pápán járt (1938–41), az első két évfolyamot magánúton, egy év alatt járta ki. Itt indította el a tehetséges fiút a festő-képzőművész pályán A. Tóth Sándor. 1941–45-ben a református kollégium kereskedelmi középiskolájában folytatta tanulmányait. 1945 júliusában érettségizett. 1945–46-ban Iszkázon tartózkodott.

Szécsi Margit portréja a Szép versek 1987-ből
(Csigó László felvétele)

1946 augusztusában Budapestre utazott. Az Iparművészeti Főiskolán grafikus szakon kezdte meg tanulmányait. 1947-ben átjelentkezett a Képzőművészeti Főiskolára, rajz szakra. Kezdtek megjelenni első versei: előbb egy diákújságban, majd 1947 decemberében a Valóságban. Bekerült Sőtér István híres Négy nemzedék című antológiájába is. 1948 nyarán eldöntötte, hogy mégis inkább költő lesz, s ősszel a Pázmány Péter Tudományegyetem bölcsészkarára iratkozott be magyar–szociológia–filozófia szakra, majd fél év után áttért az orosz szakra, hogy Szergej Jeszenyint fordíthasson.
Már nem diákként, hanem elismert fiatal költőként kapott ösztöndíjat Bulgáriába, hogy megtanulja a bolgár nyelvet és fordítson. 1949 őszétől 1951 nyaráig közel két évet töltött Bulgáriában, s később is gyakran visszajárt.
1952. augusztus 20-án házasságot kötött Szécsi Margit (1928–1990) költőnővel. 1953-ban született meg András fiuk. Eleinte albérletben laktak, gyermekük a pestlőrinci anyai nagyszülőknél nevelkedett, majd Zuglóban kaptak lakást. 1953 augusztusától 1957 februárjáig a Kisdobos szerkesztője, majd főszerkesztője volt. 1957 elején megszűnt irodalmi állása és évekig műfordításból élt. 1959-től haláláig az Élet és Irodalom képszerkesztője, majd főmunkatársa volt.
1966-ban Kossuth-díjat kapott. Az 1960-as években néhány verseskötetéhez illusztrációkat is készített. 1975 februárjától napi rendszerességgel vezetett naplót, amely 1994-ben jelent meg Krónika töredékek címmel. Ugyanebben az évben – a költő ötvenedik születésnapjára – készült Zolnay Pál portréfilmje, melyben Kormos István és Nagy László beszélgetett.
1977 elején a Nagy László–Szécsi Margit költőházaspár Óbudára költözött, az Árpád fejedelem útja 66. szám alá. 1978. január 29-én, influenzából lábadozva részt vett felesége szerzői estjén. Másnap reggel meghalt. A halál oka: szívinfarktus. A Farkasréti temetőben temették el.

## Költészete
Nagy László költészetéből már a hatvanas években több mondat, verssor vált szállóigévé. A Ki viszi át a szerelmet (1957) című versről kis túlzással azt állíthatjuk, hogy teljes egészében szállóigévé vált, a költő legismertebb műve lett. Mindössze 14 sorból áll, s szigorú komponálási elve, csattanószerű lezárása a klasszikus versformákhoz hasonló alkotói fegyelmet követel meg. A vers kérdő hangsúllyal indul, majd ez fordul állítóvá, a végső igazság kimondását ígérve. Az első hat kérdő mondat tartalma körülbelül így összegezhető: Ki teszi azt, amit én, a költő, ha meghalna, ha nincs költészet? A két lezáró mondat állítása pedig az: Ki, ha nem én, s a hozzám hasonlók! Vagyis a költői lét értelmére rákérdező vers válasza: a társadalomnak szüksége van a költőre és a művére.

## Emlékezete

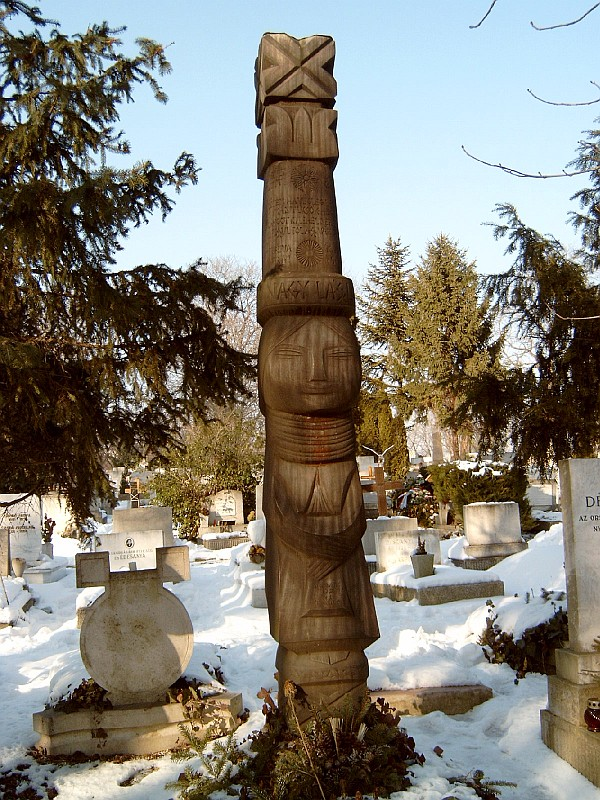
Nagy László költő és Szécsi Margit sírja Budapesten. Farkasréti temető: 25-1-34. Szervátiusz Tibor alkotása

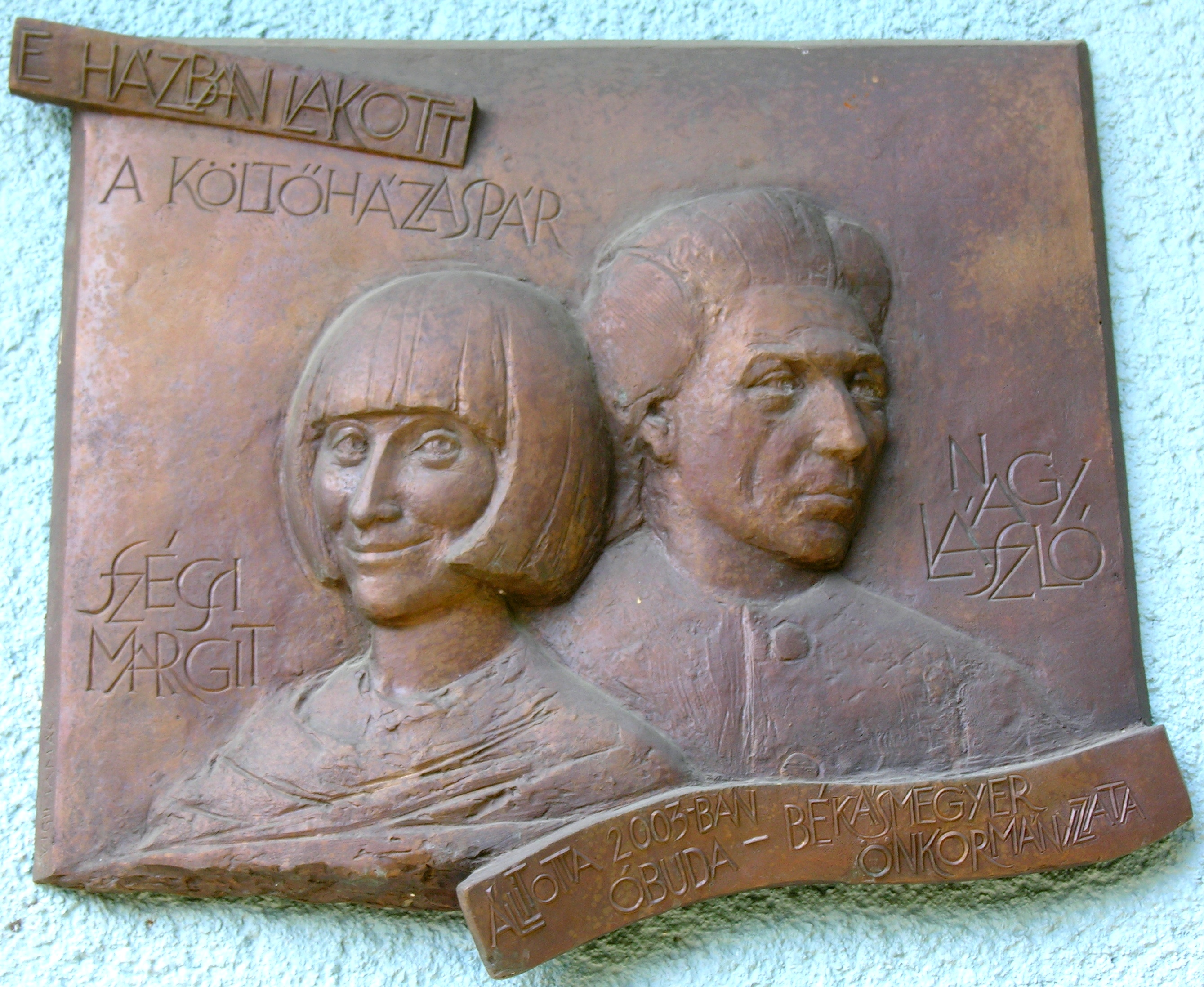
Nagy László és Szécsi Margit emléktáblája egykori lakhelyükön
Budapest, III. kerület, Árpád fejedelem útja 66.

- A költő életének pápai vonatkozását Kerecsényi Zoltán kutatta fel és foglalta össze a Jókai-füzetek sorozatban megjelent kötetben „Már itt kuksolok” címmel.
- A költő születésének 80. évfordulójára az Új Horizont 2005/4. számában jelent meg a Születésnapra című interjúfüzér Véghelyi Balázs szerkesztésében. A költővel kapcsolatos emlékeikről, gondolataikról vallanak benne: Berek Kati színművész, Gömöri György, Lászlóffy Aladár, Utassy József, Vári Fábián László költők, Kovács Sándor Iván és Alexander Gjurov irodalomtörténészek, Jadranka Damjanov és Kjoszeva Szvetla műfordítók, Sára Sándor filmrendező, Orosz János, Páll Lajos és Vígh Tamás képzőművészek, Györe Zoltán, Kocsár Miklós, Orbán György és Tóth Péter zeneszerzők, Csoóri Sándor népzenész, valamint Pozsgay Imre politikus, egyetemi tanár. Az interjúfüzérből különnyomat is készült és belekerült Véghelyi Balázs: A megíratlan és a megírt idők c. könyvébe (Hungarovox Kiadó, Bp., 2007) is.
- Budapesten két – Szécsi Margittal közös – emléktáblája jelzi egykori lakóhelyeiket a XIV., illetve a III. kerületben. Ez utóbbi helyen (Árpád fejedelem útja 66.) portrészobra is megtalálható, Vígh Tamás alkotása.[1]
- 2008. július 1-jén Pápán emléktáblát avatott a Nagy László Kör a Kossuth-díjas költő tiszteletére. A pápai egykori római katolikus fiúiskola épületének (ma Szent Anna Óvoda) Zimmermann utcai főhomlokzatán felszentelt alkotás Tirnován Ari Vid erdélyi származású művész alkotása, egy ruskicai fehér márvány lapra felhelyezett portré-dombormű.[2]

„Nagy Lacinak különös fénye volt. Az arcának, a tekintetének, a mosolygásának, a mozdulatainak. Ezt a fényt a feje feletti glória adta, aranyozta be vele lényét. Mint a szentekét. Mert Nagy László szent ember volt. Egyetlen mindmáig, akinek a nevét az írószövetségi választólapon szavazáskor nem húzta át senki. Ha valaki népi író-költő volt valaha is ebben az országban, hát Nagy László az volt. De én soha urbánusabb, entellektüelebb lélekkel nem találkoztam, mint ő. Lám, milyen jól megfér egyazon testben kétfajta lélek: és hogy a kétlelkűség is lehet egy, sőt három is lehet egy; miként az Atya, a Fiú, a Szentlélek is egy az Igazisten képében…” (Végh Antal)
Az emléktábla avatásán részt vettek a költő tiszteletére alakult egyesületek, a pápai Nagy László Kör, a pápai Nagy László Iskolai Alapítvány, s Pápa város vezetői is.
- A költő szereplőként megjelenik a dr. Béres József életét és munkásságát bemutató Cseppben az élet című négyrészes televíziós filmsorozat második két folytatásában; Nagy Lászlót – aki Béres egyik leglelkesebb támogatójaként jelenik meg a filmben, sőt egy ízben elszavalja egy, Béresnek ajánlottan írott versét is – itt Trill Zsolt személyesíti meg.[3]

## Művei

### Verseskötetek

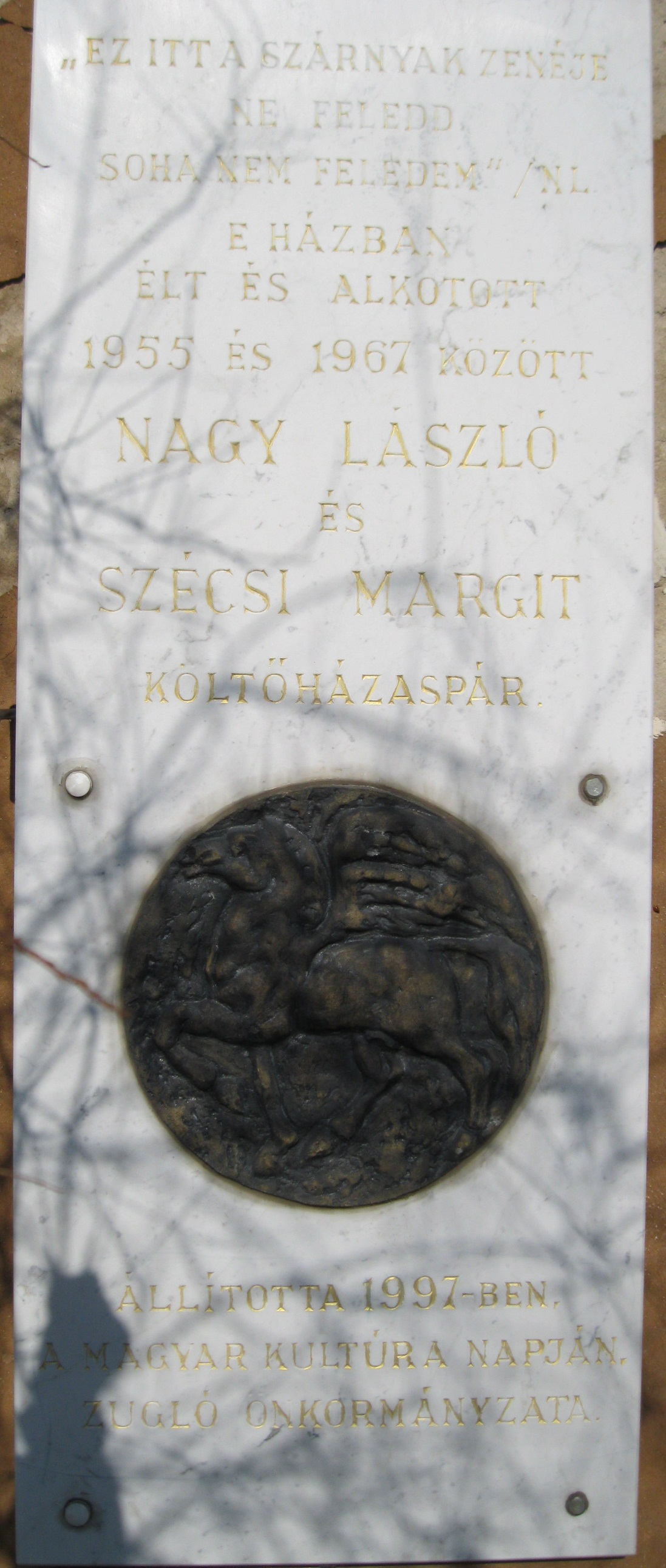
Nagy László és Szécsi Margit emléktáblája Budapest XIV. kerületében

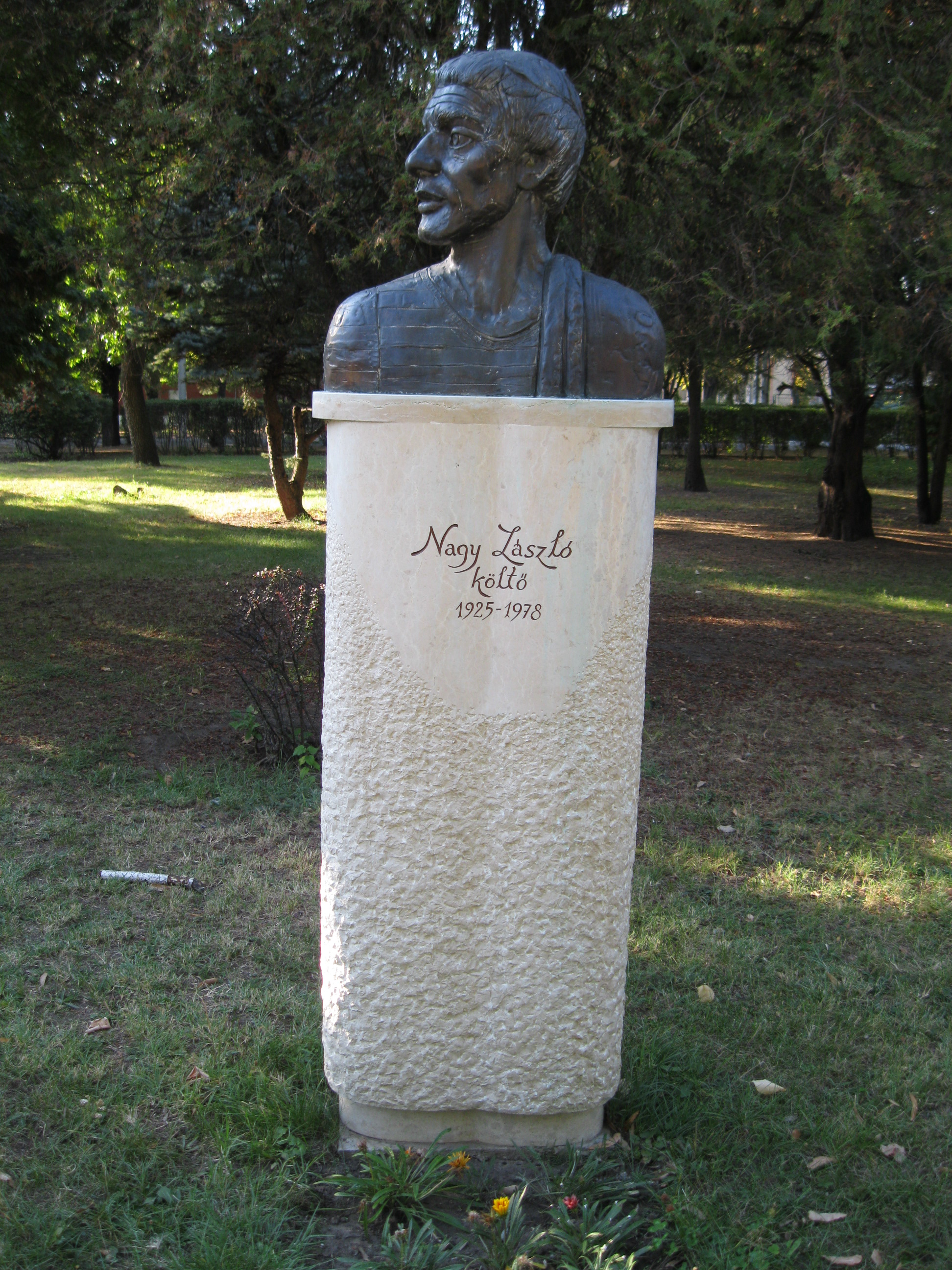
Mellszobra Budapest XVIII. kerületében, a Kossuth téren. Kő Pál alkotása

- F. Nagy László: Tünj el fájás. Versek; Hungária, Budapest, 1949
- A tüzér és a rozs. Versek; Szépirodalmi, Budapest, 1951
- Gyöngyszoknya (versek, 1953)
- A nap jegyese. Versek; Szépirodalmi, Budapest, 1954
- Játék Karácsonykor (dal, 1956)
- Rege a tűzről és a jácintról (versek, 1956)
- A vasárnap gyönyöre; Magvető, Budapest, 1956
- Deres majális. Versek 1944–1956; Magvető, Budapest, 1957
- Ki viszi át a szerelmet (versek, 1957)
- Búcsúzik a lovacska (1963)
- Vállamon bárányos éggel (versek, 1964)
- Menyegző (1964)[4]
- Himnusz minden időben. Versek; Szépirodalmi, Budapest, 1965
- Zöld Angyal (1965)
- Arccal a tengernek. Versek. 1944–1965; ill. Kondor Béla; Szépirodalmi, Budapest, 1966
- Ég és föld. Oratórium; ill. Kondor Béla; Szépirodalmi, Budapest, 1971 (Mikrokozmosz füzetek)
- Versben bújdosó; Szépirodalmi, Bp., 1973[5]
- Versek és versfordítások, 1-4.; Magvető, Budapest, 1975
- Válogatott versek; Magvető–Szépirodalmi, Budapest, 1976 (30 év)
- Szólítlak, hattyú. Énekes Budai Ilonának; összeáll. Szántó Tibor; Nyomdaipari Grafikai Vállalat, Budapest, 1977
- Csodafiú-szarvas; utószó Pomogáts Béla, ill. Kass János; Móra, Budapest, 1977
- Versek és versfordítások, 1-3.; 2., bőv. kiad.; Magvető, Budapest, 1978
- Jönnek a harangok értem; összeáll. Szécsi Margit; Magvető, Budapest, 1978 (versek és önéletírás)
- Kísérlet a bánat ellen. Versek; ill. a szerző; Békés megyei Könyvtár, Békéscsaba, 1978 (kéziratok, rajzok)
- Szárny és piramis; vál, bev. Csoóri Sándor; Magyar Helikon, Budapest, 1980 (versek, reprodukciók)
- Didergő ezüstfiú. Válogatott versek; vál., utószó Bori Imre; Tankönyvkiadó Intézet, Újvidék, 1981 (Házi olvasmány 2. oszt.)
- Nagy László legszebb versei; vál., előszó, jegyz. Kántor Lajos; Albatrosz, Bukarest, 1982
- Himnusz minden időben; vál., bev. Farkas Árpád; Kriterion, Bukarest, 1985
- Versek és versfordítások, 1-3.; 4. bőv. kiad.; Magvető, Budapest, 1987
- Csodát láttam; rajz. Tóth Aliz; Terra, Budapest, 1987
- Nagy László összegyűjtött versei; Magvető, Budapest, 1988
- Inkarnáció ezüstben. Válogatott versek; vál. Görömbei András; Kortárs, Budapest, 1993 (Élő klasszikusok)
- Nagy László legszebb versei; Móra, Budapest, 1995 (A magyar irodalom gyöngyszemei)
- Seb a cédruson. Összegyűjtött versek; Magvető, Budapest, 1995
- Válogatott versek; szerk., előszó Kaiser László; Talentum–Akkord, Budapest, 1995 (Talentum diákkönyvtár)
- Adjon az Isten; összeáll. Nagy András; Jövendő, Budapest, 1995
- Nagy László versei; vál., szerk. Nagy András, utószó Jánosi Zoltán; Sziget, Budapest, 2001 (Sziget verseskönyvek)
- Versek és versfordítások, 1–3.; szerk. Jánosi Zoltán; Holnap, Budapest, 2004
  - 1. Összegyűjtött versek
  - 2. Versek. 1944–1977
  - 3. Bolgár népköltészet / Délszláv népköltészet / Albán népköltészet / Magyarországi cigány népköltészet / Udmurt, nyenyec, vogul, csuvas népköltészet
- Sebő – Nagy László; grafikai kompozíciók Nagy László rajzainak és kéziratainak felhasználásával Nagy András; Helikon, Budapest, 2004 (Hangzó Helikon) + CD
- Csodafiú-szarvas; vál. Nagy András; Nagy László tollrajzai, Nagy András Nagy László-montázsai; bőv. kiad.; Magyar Napló, Budapest, 2015
- A forró szél imádata. Nagy László és Szécsi Margit egymáshoz írt versei; szerk. Nagy András, utószó Jánosi Zoltán; Magyar Napló, Budapest, 2021

### Próza
- Adok nektek aranyvesszőt. Összegyűjtött prózai írások; vál., szerk. Kiss Ferenc; Magvető, Budapest, 1979
- Krónika-töredék. Nagy László naplója, 1975. február 14-től 1978. január 29-ig; sajtó alá rend. Görömbei András, ill. Nagy László; Helikon, Budapest, 1994
- Nagy László: Életem / Ágh István: Nagy László szülővilága, emlékháza; Nagy László Szellemi Öröksége Alapítvány, Iszkáz, 2005
- Adok nektek aranyvesszőt. Összegyűjtött prózai írások; vál., szerk. Kiss Ferenc, bővítések vál., szerk., jegyz. kieg. Nagy András; bőv., átdolg. kiad.; Holnap, Budapest, 2011

### Műfordítások
- Pausztovszkij: Mesél az erdő; ford. Galló Árpád, F. Nagy László; Új Magyar Könyvkiadó, Budapest, 1950
- Margarita Aliger: Zója (1950)
- Szablyák és citerák. Bolgár népdalok és népballadák (1953)
- Csü Jüan: Száműzetés (1959)
- Geo Milev: Szeptember (1959)
- Sólymok vére. A bolgár népköltés antológiája, Fordította: Nagy László, Illusztrálta: Csillag Vera, Magvető, Budapest (1960)
- Lamar: A hős fia (1960)
- Darázskirály. Válogatott műfordítások 1958–1968; Magvető, Budapest, 1968
- Babérfák. Délszláv népköltészet; vál., sajtó alá rend., jegyz., képanyag összeáll. Vujicsics D. Sztoján; Magyar Helikon–Európa, Budapest, 1969
- Erdőn, mezőn gyertya. A bolgár népköltés antológiája; vál., ford. Nagy László, jegyz. Bödey József, szerk. Karig Sára; Magyar Helikon–Európa, Budapest, 1975
- Hriszto Botev: Kenyér vagy golyó (1970)
- P. K. Javorov: A kék köd órájában (1970)
- Atanasz Dalcsev: Őszi hazatérés (1974)
- Federico García Lorca: Cigányrománcok (1976)

### Nagy László által illusztrált könyvek
- Adok nektek aranyvesszőt (összegyűjtött prózai írások, 1979)
- Szárny és piramis (versek, rajzok, kéziratok 82 képpel 1980)
- Kísérlet a bánat ellen (versvázlatok és rajzok a költő jegyzetfüzeteiből, 1980)
- Kemény Géza: „A kivirágzott kéz”. Ünnepek és szertartások, szerepek és gesztusok Szécsi Margit költészetében; Nagy László tusrajzaival; Püski, Budapest, 1998
- Szécsi Margit: Vadak jegyében. Összegyűjtött versek; Nagy László rajzaival; Holnap, Budapest, 2003

## Díjak, elismerések
- József Attila-díj (1950, 1953, 1955)
- Kossuth-díj (1966)
- Sztrugai Nemzetközi Költőfesztivál aranykoszorúja (1968)
- Radnóti-díj (1973)
- Botev-díj (1976)
- Magyar Örökség díj (1998) posztumusz
- A Digitális Irodalmi Akadémia posztumusz tagja

## Videodokumentumok
- Kormos István: Tegyük fel – amiről itt beszélgettünk, elmondtad itt a gondolataidat –, ez a film megmarad. Mit üzensz azoknak, akik száz vagy ötszáz év múlva ülnek szembe veled?
- Nagy László: Ha lesz emberi arcuk egyáltalán, akkor csókolom őket. Emberi szellemük, ha lesz, tudatom velük, üzenem: csak ennyit tehettem értük. 
 Adok nektek aranyvesszőt - Összegyűjtött prózai írások

- A Kulturális Innovációs Alapítvány Könyvtárából
  - Nagy László-felvételek (196?–197?) – 50 perc – 
Tartalom:
1. Lírai riport
2. A Darázskirály című kötetről
3. A mai bolgár líráról
4. A jugoszláv líra
5. Tamási Áronról
6. Egry ragyogása című vers
7. Részletek a Fabulából
8. Adjon az isten... című vers
9. Bevezető a Torreádorsirató című vershez, elmondja Berek Kati
  - Egy költő házaspár (196?) – 20 perc – Szécsi Margitot és Nagy Lászlót bemutatja Czine Mihály
  - Nagy László portréfilm (1975) – 60 perc – Kormos István beszélgetése Nagy Lászlóval
  - Égi kökényfák alatt (1977) – 44 perc – Nagy László, Kormos István, Forray Tibor és Zolnay Pál korábban készült munkája alapján rendezte és fényképezte Sára Sándor. Videodokumentumok – A Kulturális Innovációs Alapítvány Könyvtára Archiválva 2012. november 16-i dátummal a Wayback Machine-ben